# 奇恩乔利
奇恩乔利（Chincholi），是印度卡纳塔克邦Gulbarga县的一个城镇。总人口17158（2001年）。

## 人口
该地2001年总人口17158人，其中男性9042人，女性8116人；0—6岁人口2765人，其中男1476人，女1289人；识字率55.68%，其中男性为64.62%，女性为45.72%。